# Сысоевское сельское поселение (Волгоградская область)
Сысо́евское се́льское поселе́ние — муниципальное образование в составе Суровикинского района Волгоградской области.
Административный центр — хутор Сысоевский.

## История
Сысоевское сельское поселение образовано 21 декабря 2004 года в соответствии с Законом Волгоградской области № 971-ОД.

## Население
| 2010  | 2012  | 2013  | 2014  | 2015  | 2016  | 2017  |
| ----- | ----- | ----- | ----- | ----- | ----- | ----- |
| 1266  | ↘1245 | ↘1241 | ↘1221 | ↘1209 | ↘1205 | ↘1195 |
| 2018  | 2019  | 2020  | 2021  |       |       |       |
| ↗1201 | ↘1167 | ↘1156 | ↗1162 |       |       |       |

## Состав сельского поселения
| № | Населённый пункт                               | Тип населённого пункта        | Население |
| - | ---------------------------------------------- | ----------------------------- | --------- |
| 1 | Новодербеновский                               | хутор                         | 373       |
| 2 | Островской                                     | хутор                         | 61        |
| 3 | Посёлок отделения № 2 совхоза «Красная Звезда» | посёлок                       | 14        |
| 4 | Посёлок отделения № 3 совхоза «Красная Звезда» | посёлок                       | 75        |
| 5 | Синяпкинский                                   | хутор                         | 117       |
| 6 | Стародербеновский                              | хутор                         | 38        |
| 7 | Сысоевский                                     | хутор, административный центр | 588       |